# Milkovac
Milkovac (mađ. Milkópuszta) je pogranično selo u jugoistočnoj Mađarskoj.

## Zemljopisni položaj
Nalazi se 0,9 km istočno od Boršota. Bikić je sjeverozapadno, Modaroš je jugoistočno. Halmoš i Aljmaš su istočno, Gornji Sveti Ivan je sjeverno.

## Upravna organizacija
Upravno pripada bajskoj mikroregiji u Bačko-kiškunskoj županiji. Poštanski je broj 6454. Pripada selu Boršotu.

## Stanovništvo
Stanovnike se naziva Milkovčanima i Milkovčankama.

## Promet
2 km sjeverno od sela prolazi željeznička prometnica koja spaja Baju, Bikić, Boršot, Aljmaš, Miljut, Jankovac, Olaš i dalje gradove.